# Giuseppe Angelo Poli
Giuseppe Angelo Poli OFMCap (* 13. September 1878 in Casola Valsenio, Königreich Italien; † 3. Januar 1970) war ein italienischer römisch-katholischer Geistlicher und Kapuziner.
Poli trat am 6. November 1894 in den Kapuzinerorden ein. Am 21. Januar 1901 wurde er zum Priester geweiht. Papst Benedikt XV. ernannte ihn am 13. März 1915 zum Titularbischof von Curium und Koadjutor-Bischof von Allahabad. Am 30. November 1915 weihte Carlo Giuseppe Gentili OFMCap, Erzbischof von Agra, ihn zum Bischof. Mitkonsekratoren waren Anselm Edward John Kenealy, Erzbischof von Simla, und Fortunat-Henri Caumont OFMCap, Bischof von Ajmer. Am 18. Dezember 1917 starb Petronio Francesco Gramigna und Poli folgte ihm nach. Zwischen 1940 und 1946 war er Apostolischer Administrator des Bistums Lucknov und des Bistums Jhansi. Am 11. Juli 1946 nahm Papst Pius XII. seinen Rücktritt an und ernannte ihn zum Titularbischof von Perta. Am 19. November 1965 erhob Papst Paul VI. ihn zum Titularerzbischof von Perge.